# Kaylyn Brown
Kaylyn Brown (* 31. Dezember 2004 in Charlotte, North Carolina) ist eine US-amerikanische Leichtathletin, die sich auf den Sprint spezialisiert hat. Mit der US-amerikanischen Mixed-Staffel über 4-mal 400 Meter gewann sie 2024 in Paris eine olympische Silbermedaille.

## Laufbahn
Kaylyn Brown wuchs in North Carolina auf und absolviert seit 2023 ein Studium an der University of Arkansas. Erste internationale Erfahrungen sammelte sie bei den Leichtathletik-U20-Weltmeisterschaften 2022 in Cali, bei denen sie der US-amerikanischen Mixed-Staffel über 4-mal 400 Meter zum Finaleinzug verhalf und trug somit zum Gewinn der Goldmedaille bei. 2024 wurde sie mit den Arkansas Razorbacks NCAA-Collegemeisterin in der 4-mal-400-Meter-Staffel und wurde anschließend Vierte bei den US-Olympic Trials im 400-Meter-Lauf. Im August startete sie mit der Mixed-Staffel bei den Olympischen Sommerspielen in Paris und gewann dort in 3:07,74 min gemeinsam mit Vernon Norwood, Shamier Little und Bryce Deadmon die Silbermedaille hinter dem niederländischen Team, nachdem die US-Mannschaft im Vorlauf mit 3:07,41 min einen neuen Weltrekord aufgestellt hatte. Zudem verhalf sie der Frauenstaffel zum Finaleinzug und trug damit zum Gewinn der Goldmedaille bei.

## Persönliche Bestleistungen
- 200 Meter: 22,88 s (−1,8 m/s), 12. April 2024 in Gainesville
  - 200 Meter (Halle): 23,01 s, 10. Februar 2024 in Fayetteville
- 400 Meter: 49,13 s, 8. Juni 2024 in Eugene
  - 400 Meter (Halle): 50,83 s, 24. Februar 2024 in Fayetteville